# Kathrin Altwegg

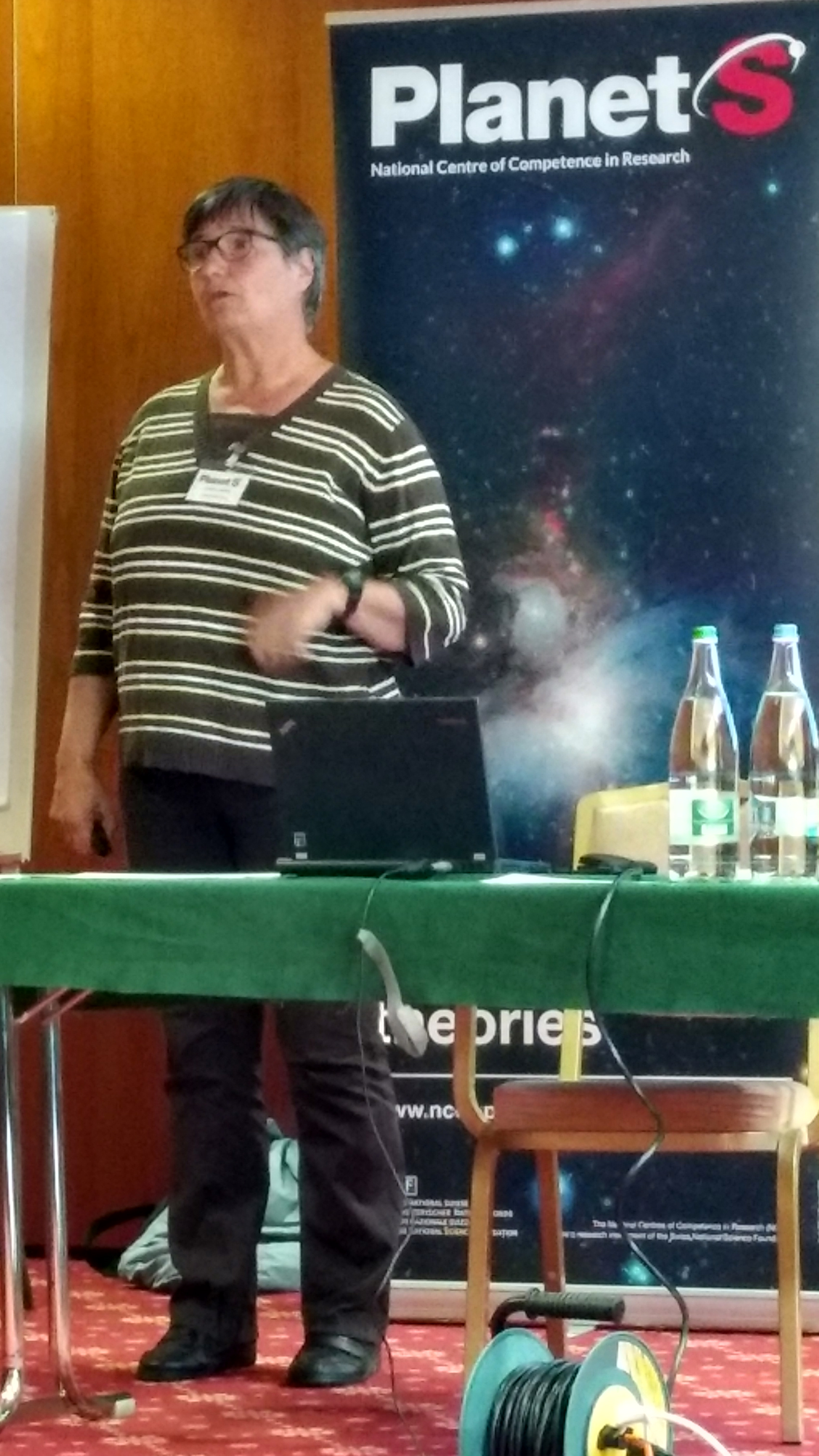
Kathrin Altweg (2017)

Kathrin Altwegg (* 11. Dezember 1951 in Balsthal) ist eine Schweizer Astrophysikerin, assoziierte Professorin an der Universität Bern, Projektleiterin des Massenspektrometers Rosina und ehemalige Direktorin des Center for Space and Habitability (CSH) der Universität Bern.  Sie ist Mitglied der International Astronomical Union.

## Biografie
Kathrin Altwegg wollte ursprünglich Archäologin werden. Ihre Matur legte sie 1970 am Gymnasium in Solothurn ab. Dann nahm sie das Studium der Physik an der Universität Basel auf und war dort die einzige Frau in ihrem Jahrgang. 1980 doktorierte sie an der Universität Basel bei der Physikprofessorin Iris Zschokke. Sie arbeitete zwei Jahre in der Abteilung für Physik und Chemie als Postdoc an der University of Technology, Design and Architecture in New York. 1982 wurde sie an der Universität Bern Mitglied der Forschungsgruppe von Hans Balsiger im Bereich Weltraumforschung und Planetologie. Dort befasste sie sich mit dem Bau des Ion Mass Spectrometer (IMS), einem Instrument der Raumsonde Giotto für die Erforschung des Kometen Halley. 1996 vollendete sie ihre Habilitation im Fachbereich Sonnensystem. Im selben Jahr wurde sie Chefin des Projekts Rosina, das die Erforschung des Kometen Churyumov-Gerasimenko zum Ziel hat. Das Projekt umfasst mehrere Instrumente, die in die Sonde Rosetta der Europäischen Weltraumorganisation eingebaut wurden.